# Risiocnemis appendiculata
Risiocnemis appendiculata är en trollsländeart som först beskrevs av Brauer 1868.  Risiocnemis appendiculata ingår i släktet Risiocnemis och familjen flodflicksländor. Inga underarter finns listade i Catalogue of Life.